# 安德烈·安德烈耶维奇·瓦西列夫斯基
安德烈·安德烈耶维奇·瓦西列夫斯基（俄语：  ;1994年7月25日—）是俄罗斯籍冰球的職業運動員守门员,效力於北美冰球联盟（NHL）的坦帕湾闪电队。瓦西列夫斯基在 2012 年 NHL 选秀在首轮第 19 顺位被闪电队选中。绰号“大猫（Big cat)”和“Vasy”的瓦西列夫斯基是NHL已經在2018年（与Ｃonner Hellebuyck 并列）2019、2020和2021赛季的冠军头衔，并在2018-19赛季作为联盟最佳守门员赢得了维齐纳奖杯(Vezina Trophy)。瓦西列夫斯基支持闪电队在2020年和2021年連續夺得斯坦利杯冠军，并以2021年季后赛最有价值球员的身份获得康恩斯迈思奖（Conn Smythe Trophy)。